# NGC 1588
NGC 1588 (również PGC 15340 lub UGC 3064) – galaktyka eliptyczna (E), znajdująca się w gwiazdozbiorze Byka. Odkrył ją William Herschel 19 grudnia 1783 roku. Prawdopodobnie jest w trakcie kolizji z NGC 1587.